# 5848 Harutoriko
5848 Harutoriko (1990 BZ1) là một tiểu hành tinh vành đai chính được phát hiện ngày 30 tháng 1 năm 1990 bởi Matsuyama và Watanabe ở Kushiro.